# Bou de Reus
El Bou de Reus és una bèstia festiva que participa durant les festes de Sant Pere i de Misericòrdia a la ciutat de Reus tot i que no és estrictament del Seguici Festiu de Reus.
Construït el 2004 per l'escultor reusenc Manel Llauradó i impulsat per un grup de joves del Casal Despertaferro, va ser estrenat el dia de Sant Joan del mateix any, amb la finalitat de participar en el cercavila de foc. Aquesta és la seva funció principal. També participa en el correfoc de Misericòrdia i en altres cercaviles de foc i correfocs fora de la ciutat i en festes de barri de Reus Hi ha notícia de bous per festivitats reusenques des de 1343 quan "juglàs que tocaren com los merçès balaren lo bou per la vila e per la fira", es desconeix si era un bou viu o una carcassa, però el que és segur és que Reus es van fer córrer bous, per festa major o per festes de barri fins a principis del segle xx. Els bous també eren part important de les festes de Corpus. El Consell de la Vila, el 1756, va voler prohibir els bous a les festes dels barris, perquè "son més divertiments humans que no dedicació y consagració de cultos als sants"
El Bou de Reus reivindica aquest element del bestiari com a part important de les festes catalanes i mediterrànies, tot allunyant-lo de manera radical de les sagnants corrides a l'espanyola. Amb la construcció d'aquesta carcassa zoomòrfica s'han pogut recuperar a Reus les festes de bous sense haver de passar pel maltracte als animals. Cada any durant les Festes de Sant Pere el Bou atorga dos premis, la gorra de portador al ciutadà/na reusenc/a o organització que han destacat en positiu, i la cagarada que es dona a algú que ha destacat negativament.
El 2011, la colla del Bou de Reus, va recuperar l'animal de foc la Vedella de Foc.

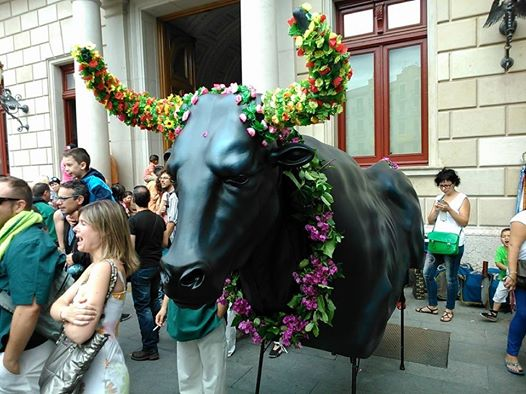
Bou enflocat

El 2014, per celebrar els 10 anys de la recuperació, el 29 de juny es va recuperar l'antiga tradició el Bou Enflocat, que consisteix a decorar el bou amb flors.

## Característiques
Segons la fitxa tècnica de l'Associació Cultural i Cívica El Bou de Reus la figura del bou es caracteritza per la següent fitxa tècnica:
- Material: Polièster
- Any de construcció: 2004
- Pes: 73 kg
- Constructor: Manel Llauradó
- Llargada: 290 cm
- Amplada: 70 cm
- Altura: 260 cm
- Tracció: Carregat interiorment per 2 persones